# José Melo de Oliveira
José Melo de Oliveira CavMM (Ipixuna, 26 de setembro de 1946) é um economista e político brasileiro filiado ao Solidariedade. É ex-governador cassado do Amazonas.

## Biografia
Formado em economia pela Universidade Federal do Amazonas em 1967, iniciou sua vida pública ainda na universidade, onde atuou em várias funções, entre elas as de datilógrafo e diretor do Departamento de Educação e Desportos. Também foi Interino na Sub Reitoria para Assuntos Acadêmicos e membro do Conselho Universitário.
Exerceu a profissão de professor no Ginásio Estadual Estelita Tapajós, onde lecionou História. Também lecionou na antiga Escola Técnica Federal do Amazonas. Sua atuação como professor na Universidade do Amazonas deu-se entre 1970 e 1984.
Ocupou o cargo de delegado do Ministério da Educação e Cultura entre 1984 e 1987. De 1989 a 1991, foi secretário de Educação e Cultura do Estado do Amazonas. Ocupou também o posto de secretário Municipal de Educação de Manaus, de 1993 a 1994. Em 1995 voltou a assumir a Secretaria de Estado de Educação, Cultura e Desportos do Amazonas. Também administrou o  Instituto de Desenvolvimento Agropecuário do Amazonas (IDAM) e a Secretaria de Estado de Coordenação do Interior (Seint).
Elegeu-se deputado federal em 1994, tendo sido reeleito em 1998. Em 2002, foi eleito deputado estadual, ainda pelo Partido da Frente Liberal (PFL). Durante dois anos, entre 2005 e 2006, assumiu a presidência da Sociedade de Navegação Portos e Hidrovias do Amazonas (SNPH). Em março de 2006, foi condecorado pelo vice-presidente José Alencar com a Ordem do Mérito Militar no grau de Cavaleiro especial. Após deixar a presidência da SNPH, assumiu a Secretaria de Governo do Amazonas (Segov), até 2010.
Nas eleições no Amazonas em 2010, filiado ao Partido do Movimento Democrático Brasileiro (PMDB), elegeu-se vice-governador do estado do Amazonas, na chapa encabeçada por Omar Aziz. Assumiu o cargo de governador do Amazonas pelo Partido Republicano da Ordem Social (PROS), quando Omar Aziz foi disputar o Senado nas eleições de 2014. Candidatou-se à reeleição, vencendo no segundo turno.

## Controvérsias

### Cassação
Em 28 de março de 2016, o Tribunal Regional Eleitoral do Amazonas (TRE-AM) decidiu manter Melo como governador temporariamente. No dia 25 de janeiro de 2016, o TRE-AM cassou os mandatos do governador e do vice-governador, pela denúncia de compra de votos ocorrida nas eleições de 2014.
Em 4 de maio de 2017, o Tribunal Superior Eleitoral (TSE) cassou a chapa Melo/Henrique por 5 votos pela condenação a 2 votos pela absolvição.

### Prisão
Em  21 de dezembro de 2017, José Melo de Oliveira foi preso pela policia federal, prisão temporária em um sitio localizado no município de Rio Preto da Eva.